# Teymuraz Gabashvili
Teymuraz Gabashvili, né le 23 mai 1985 à Tbilissi, est un joueur de tennis russe, professionnel depuis 2001. Son meilleur résultat en tournoi du Grand Chelem est un huitième de finale disputé à Roland Garros, en double en 2011 puis en simple en 2015. Il a remporté avec Ričardas Berankis un titre en double sur le circuit ATP, à Houston en 2015.

## Carrière
Il réalise à l'occasion des Internationaux de France de tennis 2010 une première grosse performance, quelques jours après son 25e anniversaire, lorsque, issu des qualifications, il se qualifie pour les huitièmes de finale en ne perdant aucun set (les trois tours de qualifications en deux sets gagnants compris), en sortant notamment l'Américain et tête de série no 6 Andy Roddick en trois sets à sens unique. Il s'incline cependant face à l'Autrichien Jürgen Melzer en quatre sets, réalisant ainsi sa meilleure performance à ce jour en Grand Chelem.
Il a remporté 9 tournois Challenger en simple, à Poznań en 2005, Telde, Karlsruhe, Milan et Mons en 2008, Karchi et Samarcande en 2013 et Karchi et Samarcande en 2015.
En double, il a atteint la finale du tournoi ATP d'Indianapolis en 2007 avec Ivo Karlović puis a remporté celui de Houston avec Ričardas Berankis en 2015.
Le 5 août 2015, il réalise sa plus grande victoire en battant le no 3 mondial Andy Murray au tournoi de Washington.
Le 18 novembre 2021, il est suspendu 20 mois pour dopage.

## Palmarès

### Titre en simple messieurs
Aucun

### Finale en simple messieurs
Aucune

### Titre en double messieurs
| No | Date       | Nom et lieu du tournoi                                         | Catégorie | Dotation  | Surface      | Partenaire        | Finalistes                     | Score    |          |
| -- | ---------- | -------------------------------------------------------------- | --------- | --------- | ------------ | ----------------- | ------------------------------ | -------- | -------- |
| 1  | 06/04/2015 | Fayez Sarofim & Co. U.S. Men's Clay Court Championship Houston | ATP 250   | 488 225 $ | Terre (ext.) | Ričardas Berankis | Treat Conrad Huey Scott Lipsky | 6-4, 6-4 | Parcours |

### Finale en double messieurs
| No | Date       | Nom et lieu du tournoi                         | Catégorie   | Dotation  | Surface    | Vainqueurs                           | Partenaire   | Score            |          |
| -- | ---------- | ---------------------------------------------- | ----------- | --------- | ---------- | ------------------------------------ | ------------ | ---------------- | -------- |
| 1  | 23/07/2007 | Indianapolis Tennis Championships Indianapolis | Int' Series | 500 000 $ | Dur (ext.) | Juan Martín del Potro Travis Parrott | Ivo Karlović | 3-6, 6-2, [10-6] | Parcours |

## Parcours dans les tournois duGrand Chelem

### En simple
| Année | Open d'Australie | Open d'Australie | Internationaux de France | Internationaux de France | Wimbledon       | Wimbledon         | US Open         | US Open        |
| ----- | ---------------- | ---------------- | ------------------------ | ------------------------ | --------------- | ----------------- | --------------- | -------------- |
| 2006  | —                | —                | —                        | —                        | —               | —                 | 2e tour (1/32)  | J. Blake       |
| 2007  | 1er tour (1/64)  | Lukáš Dlouhý     | 1er tour (1/64)          | Flavio Cipolla           | 1er tour (1/64) | Roger Federer     | 2e tour (1/32)  | Robby Ginepri  |
| 2008  | —                | —                | —                        | —                        | —               | —                 | 1er tour (1/64) | Michaël Llodra |
| 2009  | 1er tour (1/64)  | M. Granollers    | 2e tour (1/32)           | Rafael Nadal             | 1er tour (1/64) | F. González       | 1er tour (1/64) | Jesse Levine   |
| 2010  | 1er tour (1/64)  | Thomaz Bellucci  | 1/8 de finale            | Jürgen Melzer            | 2e tour (1/32)  | P. Kohlschreiber  | 1er tour (1/64) | Rafael Nadal   |
| 2011  | 1er tour (1/64)  | S. Wawrinka      | 1er tour (1/64)          | Andreas Seppi            | 1er tour (1/64) | Igor Andreev      | —               | —              |
| 2012  | —                | —                | —                        | —                        | —               | —                 | 1er tour (1/64) | R. Dutra Silva |
| 2013  | —                | —                | —                        | —                        | 1er tour (1/64) | R. Bautista-Agut  | —               | —              |
| 2014  | 3e tour (1/16)   | Roger Federer    | 2e tour (1/32)           | Leonardo Mayer           | 1er tour (1/64) | Tim Pütz          | 3e tour (1/16)  | Tomáš Berdych  |
| 2015  | 1er tour (1/64)  | Márcos Baghdatís | 1/8 de finale            | Kei Nishikori            | 1er tour (1/64) | Alexander Zverev  | 2e tour (1/32)  | Andreas Seppi  |
| 2016  | 1er tour (1/64)  | Andreas Seppi    | 3e tour (1/16)           | John Isner               | 1er tour (1/64) | É. Roger-Vasselin | 1er tour (1/64) | Fabio Fognini  |
| 2017  | —                | —                | 1er tour (1/64)          | Víctor Estrella          | —               | —                 | —               | —              |

N.B. : à droite du résultat se trouve le nom de l'ultime adversaire.

### En double
| Année | Open d'Australie             | Open d'Australie             | Internationaux de France       | Internationaux de France  | Wimbledon                   | Wimbledon           | US Open                       | US Open                |
| ----- | ---------------------------- | ---------------------------- | ------------------------------ | ------------------------- | --------------------------- | ------------------- | ----------------------------- | ---------------------- |
| 2007  | —                            | —                            | 1er tour (1/32) N. Massú       | M. Kohlmann R. Schüttler  | 1er tour (1/32) I. Andreev  | M. Gicquel F. Serra | 2e tour (1/16) I. Karlović    | L. Dlouhý P. Vízner    |
| 2008  | —                            | —                            | —                              | —                         | —                           | —                   | 1er tour (1/32) I. Karlović   | Y. Allegro Horia Tecău |
| 2009  | —                            | —                            | 2e tour (1/16) F. Fognini      | I. Kunitsyn D. Toursounov | —                           | —                   | 1er tour (1/32) D. Toursounov | N. Almagro R. Ramírez  |
| 2010  | —                            | —                            | —                              | —                         | —                           | —                   | 1er tour (1/32) F. López      | J. I. Chela P. Cuevas  |
| 2011  | 1er tour (1/32) M. Kukushkin | M. Knowles M. Mertiňák       | 1/8 de finale M. Kukushkin     | Bob Bryan Mike Bryan      | —                           | —                   | —                             | —                      |
| 2012  | —                            | —                            | —                              | —                         | —                           | —                   | —                             | —                      |
| 2013  | —                            | —                            | —                              | —                         | —                           | —                   | —                             | —                      |
| 2014  | 1er tour (1/32) M. Kukushkin | J.-J. Rojer Horia Tecău      | 2e tour (1/16) M. Kukushkin    | M. Draganja F. Mergea     | 2e tour (1/16) M. Kukushkin | Mate Pavić André Sá | 1er tour (1/32) V. Estrella   | M. Mmoh F. Tiafoe      |
| 2015  | 1er tour (1/32) M. Kukushkin | A.-U.-H. Qureshi N. Zimonjić | —                              | —                         | 2e tour (1/16) Lu Y-h.      | D. Nestor L. Paes   | 1er tour (1/32) R. Berankis   | R. Klaasen Rajeev Ram  |
| 2016  | 1er tour (1/32) Sergey Betov | D. Inglot R. Lindstedt       | 1er tour (1/32) D. Schwartzman | N. Monroe Artem Sitak     | —                           | —                   | —                             | —                      |

N.B. : le nom du ou de la partenaire se trouve sous le résultat ; le nom des ultimes adversaires se trouve à droite.

## Parcours dans lesMasters 1000
| Année | Indian Wells           | Miami                | Monte-Carlo          | Rome                 | Hambourg puis Madrid | Canada               | Cincinnati           | Madrid puis Shanghai | Paris                     |
| ----- | ---------------------- | -------------------- | -------------------- | -------------------- | -------------------- | -------------------- | -------------------- | -------------------- | ------------------------- |
| 2006  | —                      | —                    | 1er tour G. Simon    | 1er tour Marat Safin | —                    | 1er tour J. Nieminen | —                    | —                    | 1/8 de finale J. Nieminen |
| 2007  | 3e tour Tommy Haas     | 2e tour M. Youzhny   | 1er tour A. Seppi    | 1er tour F. Volandri | —                    | —                    | —                    | —                    | 1er tour N. Mahut         |
| 2008  | —                      | —                    | —                    | —                    | —                    | —                    | —                    | —                    | —                         |
| 2009  | 2e tour J.-W. Tsonga   | 2e tour R. Nadal     | —                    | —                    | 1er tour I. Ljubičić | —                    | —                    | —                    | —                         |
| 2010  | —                      | —                    | —                    | —                    | —                    | —                    | —                    | —                    | —                         |
| 2011  | 1er tour F. Serra      | 2e tour J.-W. Tsonga | —                    | —                    | —                    | —                    | —                    | —                    | —                         |
| 2012  | —                      | —                    | —                    | —                    | —                    | —                    | —                    | —                    | —                         |
| 2013  | —                      | —                    | —                    | —                    | —                    | —                    | —                    | —                    | —                         |
| 2014  | 2e tour R. Gasquet     | 2e tour D. Ferrer    | 2e tour R. Nadal     | —                    | 1er tour John Isner  | —                    | 1er tour J. Janowicz | 1er tour A. Murray   | —                         |
| 2015  | 1er tour Juan Mónaco   | 2e tour M. Raonic    | —                    | —                    | —                    | —                    | —                    | —                    | 1er tour T. Bellucci      |
| 2016  | 1er tour B. Fratangelo | 1er tour L. Pouille  | 1er tour Jiří Veselý | 1er tour V. Troicki  | 1er tour D. Istomin  | —                    | —                    | —                    | —                         |

N.B. : sous le résultat se trouve le nom de l’ultime adversaire.

## Victoires sur le top 10
Toutes ses victoires sur des joueurs classés dans le top 10 de l'ATP lors de la rencontre.
| Légende         |
| --------------- |
| Grand Chelem    |
| Masters         |
| Jeux olympiques |
| Masters 1000    |
| 500 Series      |
| 250 Series      |
| Coupe Davis     |

| # | T.G.   | Tournoi       | Année | Surface      | Adversaire        | Rang | Tour | Score                   |
| - | ------ | ------------- | ----- | ------------ | ----------------- | ---- | ---- | ----------------------- |
| 1 | no 94  | US Open       | 2007  | Dur          | Fernando González | no 7 | 1/64 | 6-4, 6-1, 3-6, 5-7, 6-4 |
| 2 | no 114 | Roland-Garros | 2010  | Terre battue | Andy Roddick      | no 8 | 1/16 | 6-4, 6-4, 6-2           |
| 3 | no 55  | Barcelone     | 2014  | Terre battue | David Ferrer      | no 5 | 1/16 | 6-4, 6-2                |
| 4 | no 53  | Washington    | 2015  | Dur          | Andy Murray       | no 3 | 1/16 | 6-4, 4-6, 7-64          |

## Classement ATP en fin de saison
| Année     | 2001 | 2002 | 2003 | 2004 | 2005 | 2006 | 2007 | 2008 | 2009 | 2010 | 2011 | 2012 | 2013 | 2014 | 2015 | 2016 | 2017 |
| En simple | 951  | 881  | 288  | 254  | 141  | 102  | 120  | 65   | 106  | 80   | 138  | 182  | 80   | 67   | 50   | 138  | 236  |
| En double | -    | 596  | 413  | 233  | 445  | 231  | 174  | 284  | 186  | 238  | 131  | 310  | 191  | 164  | 130  | 328  | 282  |

Source : (en) Classements de Teymuraz Gabashvili sur le site officiel de la Fédération internationale de tennis